# Both Antal
Both Antal (Nagyberezna, 1875. szeptember 2. – Balassagyarmat, 1963. július 30.) klasszika-filológus, gimnáziumi tanár, katolikus teológus, pedagógus, feltaláló.

## Élete

### Családja
Both Antal az Ung vármegyében őshonos Botfalvi Both nemesi család sarja. 1875. szeptember 2-án ő maga is az ungi Nagybereznán született, Both Ferdinánd fiaként, római katolikusnak. A város ebben az időben nemzetiségi és vallási szempontból vegyes, többségében ruszin és német lakosságú volt. Both Antal apja, Ferdinánd 1868-ban nyitott patikát a városban.

### Tanulmányai
Both Antal elemi iskoláit szülőföldjén végezte. Tíz évesen, 1885-ben szülei a nagykárolyi piarista főgimnáziumba íratták be. Innen, mivel az iskola ekkor hetedik és nyolcadik osztályt még nem indíthatott, Szatmárnémetibe, a királyi római katolikus főgimnáziumba került át, és itt érettségizett le 1893-ban.
Az érettségi után Szatmárnémetiben maradt, és négy évig tanult a szatmári püspökség papnevelő intézetében. Nem sokkal Both Antal tanulmányainak megkezdése előtt az iskola tanrendjébe Schlauch Lőrinc püspök olyan általános pedagógiai tárgyakat vezetett be, mint a nevelés- és tanítástan, az egészség- és életmentéstan. Tanárai közül ki kell emelni a nála csak négy évvel idősebb Wolkenberg Alajos (1871–1935) karizmatikus igehirdetőt, tudós papot, későbbi budapesti egyetemi tanárt. Miszticizmusa, spiritizmusa, a katolikus világmisszióról és a világbékéről alkotott elképzelései, de stílusa is nagy hatással voltak Both Antalra, akinél ezek a témák és eszmei irányzatok a Wolkenberg által elutasított teozófiai gondolatokkal kiegészülve a későbbiekben egészen egyedi és extrém formákat öltöttek.
Talán éppen Wolkenberg hatására Both Antal teológiai tanulmányai befejeztével  1897-ben mégsem a papi hivatást választotta, hanem beiratkozott latin–görög tanári szakra a budapesti Pázmány Péter Tudományegyetemre. Tanulmányait 1903 áprilisában fejezte be.

### Tanári munkássága
Tanulmányai befejezésének évében (1903) mint helyettes gimnáziumi tanár, Balassagyarmatra került, ahol 1906-ban megerősítették rendes tanári állásában. Ekkortól fogva egész élete és munkássága Balassagyarmathoz kötötte. Tanári oklevele megszerzése körül vette feleségül Hegedűs Margitot, Kazinczy Ferenc dédunokáját; házasságukból 1905 és 1919 között hét gyermek született.
A Magyar Királyi és Állami Főgimnázium 1900 szeptemberében, nem sokkal Both Antal érkezése előtt indult, Balassi Bálint nevét 1922-ben vette fel. Általában 300 körüli volt a diákok száma a nyolc osztályban, a tanulók mintegy fele volt balassagyarmati, a római katolikusok és az izraeliták tették ki a diákság nyolcvan százalékát, fele-fele arányban, anyanyelvüket tekintve mind magyarok. Az iskola meghatározó igazgatója az indulás éveiben Jaskovics Ferenc volt, aki megszervezte a szegény diákok étkeztetését („Diákasztal”), létrehozta a zenekört és a Madách önképzőkört, amelyek jelentős szerepet játszottak a város kulturális életében is. Az ő kezdeményezése volt a munkásgimnázium létrehozása is 1909-ben, amelyet Both Antal vezetett, s amely az ország hasonló, körülbelül 60 munkásgimnáziumához hasonlóan, főleg az iparos inasiskolát végzett és katonai szolgálat előtt álló fiatal segédek középiskolai irányú rendszeres tanításával foglalkozott.
Both Antal végigharcolta az első világháborút. 1918 decemberében mint népfölkelő hadnagy szerelt le, szolgálatáért elnyerte a Signum Laudis kitüntetést. Az 1919 januárjának végén zajló balassagyarmati felkelésben (az ún. „csehkiverés”-ben), illetve annak előkészítésében tevékenyen részt vett. A tanácsköztársaság idejét szabadságon, egyes források szerint a „munkásiskola” tanulmányozásával töltötte, majd „az 1920-as évben az egész év folyamán a vallás és közoktatásügyi minisztérium teljes illetménnyel szabadságolta”.
1920 után a nyugdíjazásáig még hátra lévő 15 évet Balassagyarmaton igen aktívan töltött. Amellett, hogy tanította kedves tárgyait, a latin és görög nyelvet, megalapította a Tisztviselői Társaskört és a Turáni Társaság helyi szervezetét. Rendszeresen szervezett ismeretterjesztő előadássorozatokat, maga is felszólalt több alkalommal, előadva sajátos vallásos, keresztény-szociális nézeteit. Létrehozója és szerkesztője volt a „Magyar Társadalom” című helyi folyóiratnak, melyben publikációs lehetőséget teremtett magának. A folyóirat első száma 1914-ben jelent meg, majd hosszabb szünet után, 1926-ban indult újra, próbálkozása ellenére továbbra is helyi kiadványként. Szerepelt a Magyar Társadalomtudományi Egyesület, a Katolikus Legényegylet és a Madách Társaság rendezvényein, utóbbinak tisztviselője is volt. 1936-ban, 61 évesen ment nyugdíjba.

## Pedagógiája
Tanárként a modern pedagógiai módszerek elkötelezettje volt, nagy hangsúlyt fektetve az ifjúság erkölcsi nevelésére. Tanítványai iránti felelőssége késztette arra is, hogy feltalálóként szabadalmaztassa a háti iskolatáskát és a „szellőző cipőt”, a mai sportcipők egyik előfutárát. Szigorúsága ellenére is népszerű tanár volt; tanítványai felnéztek és évtizedek távlatából is szeretettel emlékeztek rá.
1936-os nyugdíjazásakor gimnáziuma értesítőjében Blázsik Károly kollégája búcsúztatta. Kiemelte rajongását a klasszikus nyelvekért, népművelő, felnőttnevelő tevékenységét és azt, hogy „tanítványainak nem bürokratikus értelemben vett tanára, hanem nevelője, szerető jó atyja is volt. A jó példa nevelő hatásával tanított, amikor minden vasárnap és ünnepen kísérte a fiúkat s ment minden hétköznap a templomba, ahol példás áhítattal térdelt imádkozott és áldozott. Így alakította ki magában a jó ember, a jó tanár és a jó apa lelkületét.” Egykori tanítványa, Kamarás József azt írta visszaemlékezésében, hogy igen szerették mind a Tanár Urat, mind a családját, ugyanakkor megjegyzi: „iratai, levelei mind arról tanúskodnak, hogy a szépért jóért, nemesért küzdő tanár vállalta a gyakori gúnyolódást és sikertelenséget, mert hitt abban, hogy ő egy isteni adomány birtokosa.”
Bár pályája elején jelent meg egy-két tankönyve, írói pályája nyugdíjazása és a közélettől való teljes visszavonulása után teljesedett ki igazán. Ez még akkor is igaz, ha kéziratai nem jelent meg nyomtatásban, eltekintve „A Both nemzetség családrendi értesítője” cím alatt magánkiadásban publikált családtörténeti füzeteitől, illetve a szintén Balassagyarmaton kinyomtatott „A családok világrendje. Hittani ismertetés” című kiadványától (1942). A Tiszántúli Református Egyházkerület Levéltárában három levéltári dobozban őrzött kéziratos munkái túlnyomó részben az 1940-es és 1950-es években keletkeztek, a szerző életének ezt követő utolsó, csaknem 15 évéből nem maradt ránk kézirata. A kéziratok egy része 1945-ben került ki Magyarországról: Both Antal maga adhatta azokat az Egyesült Államokba költöző Marianne nevű leányának és férjének, hogy esetleges anyagi gondjaikat a munkák kiadásából nyert jövedelemmel enyhíthessék. Bár egyik írásának készült angol nyelvű fordítása, a kéziratok megjelentetésére soha nem került sor. Both Antal egyéb kéziratai és erősen vegyes, jórészt személyes tartalmú hagyatéka Balassagyarmaton maradt.
Both Antal gondolkodását a misztika, történet-teológiai fejtegetések, prófétai önértelmezés, eltérő eszmerendszerek sajátos és naiv keveredése, ugyanakkor a lényeglátás vágya, erős szociális érzékenység, valamint a nemzet és emberiség iránti felelősségérzet jellemzi. Az apokaliptikus végidők közeledtéért ugyan a zsidóságot tette felelőssé, ám kollektív megtérésükben reménykedett, mint ami elhozza majd a megváltás és az üdvösség korát, s meg volt győződve arról, hogy Isten ebben a folyamatban a magyarságnak kiemelkedő szerepet szánt. Szabadi ebben látja Both Antal más felekezetekhez való közeledésének okát, az oroszok és zsidók közötti térítő munka sürgetését. Both egyházáról, a római katolikus egyházról is sajátosan gondolkodott. Szerinte az egyházi rend elbukott, a papok nem tudják megvalósítani minden hívő egységét, a felekezetek és a népek közti békét, erre csak a „világi rend” képes, mely a közhívők belső papságát alkotja. Gondolatai más téren is messze távolodtak a Bibliai tanítástól és a keresztyén egyházak tantételeitől. Takács József véleménye szerint „Szellemiségére felismerhető hatással voltak a katolikus teológián kívül a szimbolizmus, a két világháború közötti szociális mozgalmak és egy rimaszombati rabbi írásai, valamint a kortárs politikai események: az 1939-ben kitört 2. világháború, az 1944. évi miniszterelnökségi rendelet a zsidók megkülönböztető jelzéséről, 1948-tól a kommunista berendezkedés kezdete hazánkban, majd a hidegháború […] Both Antalnak voltak önálló gondolatai, meglátásai és ötletei, ám ezek nem emelik őt a  20. század első felének legalább közép mezőnybe tartozó teológusai, filozófusai sorába”. Elekes Éva így foglalja össze véleményét Both Antalról: „Még ha kicsit »különc«, kicsit »álmodozó« volt is a Tanár úr, ha időnként eltávolodott is a realitásoktól, az élete mégis hasznos, tevékeny és nem mindennapi volt. Nyitottsága, megújulásra való készsége, szociális lénye a ma emberétől is tiszteletet érdemel és például szolgálhat.”

## Emlékezete
Leánya, Bodnar Marianne végakaratából jött létre 2016-ban a Both Antal Teológiai és Kulturális Alapítvány, amely a felekezetek közötti párbeszédet és gyakorlati együttműködést hivatott támogatni. Az alapítvány Debrecenben, a Debreceni Református Kollégium székhelyén működik. A balassagyarmati gimnáziumban, egykori munkahelyén emlékét az Alapítvány 2017 nyarán emléktáblával örökítette meg.

## Nyomtatásban megjelent művei
- Both Antal: A görög himnusokról. Balassagyarmat, Kókai Lajos bizom. Bpesten, 1904.
- Both Antal: Latin nyelvtan. I. rész. Balassagyarmat, Wertheimer Zsigmond,1905.
- Both Antal: Példagyűjtő a latin nyelvtan mondattani részéhez II. rész. Balassagyarmat, Wertheimer Zsigmond, 1907.
- Both Antal: Művelődési állapotok a középkorban (é.n.)
- Both Antal: Krónika. A Both-nemzetség családrendi értesítője. 3. füzet, Balassagyarmat, 1939.[25]
- Both Antal: A családok világrendje. Hittani ismertetés (Igecselekvők könyvtára), Grünberger Adolf könyvnyomdája, Balassagyarmat, 1942. [magánkiadás]

## Szakirodalom
- A Balassagyarmati Magyar Királyi Állami Gimnázium Értesítője az 1935–1936-os tanévről, Balassagyarmati Magyar Királyi Állami Gimnázium, Balassagyarmat, 1936, pp. 4–5.
- Barthó Zsuzsanna – Tyekvicska Árpád: Civitas fortissima. A balassagyarmati „csehkiverés” korának forrásai és irodalma (Nagy Iván Könyvek 10), Balassagyarmat, 2000.
- Busa Margit: Dokumentumok Kazinczy Thália családjáról, in: Széphalom: a Kazinczy Ferenc Társaság évkönyve. 9. kötet, 1997, pp. 53–66.
- Elekes Éva: Both Antal, in: Honismereti Híradó. 2. szám, Balassagyarmat, 1987, pp. 99–104.
- Kustár Zoltán: A Debreceni Református Kollégium legújabb alapítványa: Bemutatkozik a Both Antal Teológiai és Kulturális Alapítvány, in: Studia. Debreceni Teológiai Tanulmányok 10/1–2 (2018), pp. 112–113.
- Mayer József: Munkásgimnáziumok, lásd http://ofi.hu/publikacio/munkasgimnaziumok [letöltés: 2018.11.06.]
- Meliórisz Béla: A Bothfalvi Both család czímere. Turul 19 (1901), pp. 38–41.
- Szabadi István: Both Antal (1875–1963) élete és munkássága, in: Studia. Debreceni Teológiai Tanulmányok 10/1–2 (2018), pp. 114–124.
- Zonda Tamás: Both Antal, in: uő: Balassagyarmat jeles polgárai, Balassagyarmat, 2011, p. 47.